# زکریا الواحدی
زکریا الواحدی (انگلیسی: Zakaria El Ouahdi؛ زادهٔ ۳۱ دسامبر ۲۰۰۱) بازیکن فوتبال متولد بلژیک اهل مراکش است.
از باشگاه‌هایی که در آن بازی کرده است می‌توان به باشگاه فوتبال خنک و باشگاه فوتبال آر.دابلیو.دی. مولنبیک (۲۰۱۵) اشاره کرد.
وی همچنین در تیم ملی فوتبال زیر ۲۳ سال مراکش بازی کرده است.